# بامبرج
بامبرج (كارولاينا الجنوبية) (بالإنجليزية: Bamberg, South Carolina)‏ هي مدينة تقع في الولايات المتحدة في مقاطعة بامبرغ. يقدر عدد سكانها بـ 3,607 نسمة ومساحتها 9.31 كم2 وترتفع عن سطح البحر 51 متر.

## التركيبة السكانية
حدّد مكتب تعداد الولايات المتحدة بيانات التركيبة السكانية لبامبرج في تعداد الولايات المتحدة. في ما يلي، التركيبة السكانية حسب تعدادي 2000 و2010.

### تعداد عام 2000
بلغ عدد سكان بامبرج 3,733 نسمة بحسب تعداد عام 2000، وبلغ عدد الأسر 1,383 أسرة وعدد العائلات 924 عائلة مقيمة في البلدة. في حين سجلت الكثافة السكانية 401 نسمة لكل كيلومتر مربع (1,038.6/ميل2). وبلغ عدد الوحدات السكنية 1,537 وحدة بمتوسط كثافة قدره 165.1 لكل كيلومتر مربع (427.6/ميل2).
وتوزع التركيب العرقي للبلدة بنسبة 45.22% من البيض و53.58% من الأمريكيين الأفارقة و0.21% من الأمريكيين الأصليين و0.32% من الأمريكيين ذوي الأصول الآسيوية و0.11% من الأعراق الأخرى و0.56% من عرقين مختلطين أو أكثر و0.48% من الهسبانيون أو اللاتينيون من أي عرق.
بلغ عدد الأسر 1,383 أسرة كانت نسبة 35.9% منها لديها أطفال تحت سن الثامنة عشر تعيش معهم، وبلغت نسبة الأزواج القاطنين مع بعضهم البعض 38.2% من أصل المجموع الكلي للأسر، ونسبة 25.5% من الأسر كان لديها معيلات من الإناث دون وجود شريك، بينما كانت نسبة 3.1% من الأسر لديها معيلون من الذكور دون وجود شريكة وكانت نسبة 33.2% من غير العائلات. تألفت نسبة 30.9% من أصل جميع الأسر من عدة أفراد يعيشون في نفس المنزل ونسبة 15.5% كانت تتألف من شخص يعيش بمفرده يبلغ من العمر 65 عاماً أو أكثر. وبلغ متوسط حجم الأسرة المعيشية 2.45، أما متوسط حجم العائلات فبلغ 3.03.
بلغ العمر الوسطي للسكان 35.7 عاماً. وكانت نسبة 24.6% من القاطنين تحت سن الثامنة عشر، وكانت نسبة 7.6% بين الثامنة عشر والرابعة والعشرين عاماً، ونسبة 22.6% كانت واقعةً في الفئة العمرية ما بين الخامسة والعشرين والرابعة والأربعين عاماً، ونسبة 20.9% كانت ما بين الخامسة والأربعين والرابعة والستين، ونسبة 15% كانت ضمن فئة الخامسة والستين عاماً فما فوق. يوجد لكل 100 أنثى 80.0 ذكر، ويوجد لكل 100 أنثى في الثامنة عشر من عمرها فما فوق 72.1 ذكر.
بلغ متوسط دخل الأسرة في البلدة 21,736 دولارًا، أما متوسط دخل العائلة فبلغ 28,309 دولارًا. وكان متوسط دخل الذكور 38,068 دولارًا مقابل 20,815 دولارًا للإناث. وسجل دخل الفرد الخاص بالبلدة 13,512 دولارًا. وكانت نسبة 21.4% من العائلات ونسبة 28.3% من السكان تحت خط الفقر، وكان من هؤلاء نسبة 38.5% تحت سن الثامنة عشر ونسبة 18.9% في الخامسة والستين من العمر وما فوق.

### تعداد عام 2010
بلغ عدد سكان بامبرج 3,607 نسمة بحسب تعداد عام 2010، وبلغ عدد الأسر 1,366 أسرة وعدد العائلات 855 عائلة مقيمة في البلدة. في حين سجلت الكثافة السكانية 387.4 نسمة لكل كيلومتر مربع (1,003.4/ميل2). وبلغ عدد الوحدات السكنية 1,572 وحدة بمتوسط كثافة قدره 168.9 لكل كيلومتر مربع (437.4/ميل2).
وتوزع التركيب العرقي للبلدة بنسبة 41.31% من البيض و55.34% من الأمريكيين الأفارقة و0.44% من الأمريكيين الأصليين و1.05% من الأمريكيين ذوي الأصول الآسيوية و0.55% من الأعراق الأخرى و1.30% من عرقين مختلطين أو أكثر و1.61% من الهسبانيون أو اللاتينيون من أي عرق.
بلغ عدد الأسر 1,366 أسرة كانت نسبة 32% منها لديها أطفال تحت سن الثامنة عشر تعيش معهم، وبلغت نسبة الأزواج القاطنين مع بعضهم البعض 33.9% من أصل المجموع الكلي للأسر، ونسبة 23.6% من الأسر كان لديها معيلات من الإناث دون وجود شريك، بينما كانت نسبة 5.1% من الأسر لديها معيلون من الذكور دون وجود شريكة وكانت نسبة 37.4% من غير العائلات. تألفت نسبة 34.2% من أصل جميع الأسر من عدة أفراد يعيشون في نفس المنزل ونسبة 14.1% كانت تتألف من شخص يعيش بمفرده يبلغ من العمر 65 عاماً أو أكثر. وبلغ متوسط حجم الأسرة المعيشية 2.38، أما متوسط حجم العائلات فبلغ 3.04.
بلغ العمر الوسطي للسكان 38.7 عاماً. وكانت نسبة 22.8% من القاطنين تحت سن الثامنة عشر، وكانت نسبة 13.6% بين الثامنة عشر والرابعة والعشرين عاماً، ونسبة 20.8% كانت واقعةً في الفئة العمرية ما بين الخامسة والعشرين والرابعة والأربعين عاماً، ونسبة 25.4% كانت ما بين الخامسة والأربعين والرابعة والستين، ونسبة 17.4% كانت ضمن فئة الخامسة والستين عاماً فما فوق. وتوزع التركيب الجنسي للسكان بنسبة 45.9% ذكور و54.1% إناث.

## أعلام
- نيكي هيلي
- ميكي بروت
- رودني والاس
- بيبي واشنطن